# Emmanuel Hubert
Emmanuel Hubert, né le 30 décembre 1970 à Saint-Malo, est un ancien coureur cycliste français. Coureur professionnel de 1995 à 1997, il est directeur sportif d'équipes cyclistes professionnelles depuis 2005. Depuis 2010, il dirige Arkéa-Samsic.

## Biographie
Emmanuel Hubert prend sa première licence cycliste à la Roue d'or fougeraise, à 15 ans. Il évolue au Centre Louison Bobet, au VC Pontivy et à l'ASPTT Paris. En 1994, il est champion de France du contre-la-montre par équipes avec l'équipe du comité Île-de-France et dispute le championnat du monde sur route amateur, dont il prend la 37e place.
Stagiaire au sein de l'équipe Gan en fin de saison 1994, Emmanuel Hubert devient professionnel au sein de l'équipe Le Groupement en 1995. Cette équipe est cependant dissoute en cours de saison. Il poursuit l'année avec une équipe de la Fédération française de cyclisme, avec laquelle il gagne le Tour de l'Ain et une étape du Tour de l'Avenir. L'année suivante, il est recruté par Gan. Il met fin à sa carrière de coureur à l'issue de la saison 1997.
Il devient directeur sportif de l'équipe Agritubel en 2005. Après la dissolution de cette équipe en 2009, il devient directeur sportif de l'équipe Bretagne-Schuller en 2010. Depuis 2014 il est le manager général de cette équipe, renommée Fortuneo-Oscaro, à la suite de la démission de Joël Blévin. L'équipe devient Fortuneo-Samsic en 2018, Arkéa-Samsic en 2019 puis Arkéa-B&B Hotel en 2023. 

## Palmarès

### Palmarès amateur
- 1989
  - Prix des Gais Lurons
- 1990
  - 2e de Manche-Atlantique
  - 3e du Loire-Atlantique Espoirs
- 1992
  - 2e de la Ronde de l'Armagnac
  - 3e de Manche-Atlantique
  - 3e de Paris-Connerré
- 1993
  - Manche-Atlantique
  - Grand Prix de Fougères
  - 2e de la Côte picarde
- 1994
  -  Champion de France du contre-la-montre par équipes (avec Stéphane Boury, Didier Faivre-Pierret et Jean-Yves Mançais)
  - Circuit de la Nive
  - Tarbes-Sauveterre
  - Manche-Atlantique
  - Grand Prix de Cours-la-Ville

### Palmarès professionnel
- 1995
  - Classement général du Tour de l'Ain
  - 10e étape du Tour de l'Avenir
- 1996
  - 3e du Tour du Poitou-Charentes

### Résultats sur les grands tours

#### Tour d'Espagne
1 participation
- 1997 : abandon (7e étape)